# Amaurobius borealis
Amaurobius borealis är en spindelart som beskrevs av James Henry Emerton 1909. Amaurobius borealis ingår i släktet Amaurobius och familjen mörkerspindlar. Inga underarter finns listade i Catalogue of Life.